# 血とダイヤモンド
血とダイヤモンド  (Blood and Diamonds) は、宝塚映画製作の1964年の日本のアクション犯罪映画。監督は『国際秘密警察 虎の牙』の福田純、『蟻地獄作戦』の小川英と間藤守之が共同脚本を務めた。撮影は「ああ爆弾」の宇野晋作。

## ストーリー
神戸税関から3億6000万円相当のダイヤモンドの原石が4人組によって盗まれた。犯人は刑務所仲間の小柴と跡部、会社の金を横領した手代木、そして小柴に拾われた風来坊のジロー。小柴は逃走中、ボディーガードが発砲した銃弾が右胸に当たった。一方、小柴たちより先にダイヤを盗もうと計画していた宇津木率いる一味は、思わぬ横取りに激怒し、小柴一味の捜索に乗り出す。小芝は空き家のガレージに隠れ、宇津木の手下と繋がっているウェイトレスの理恵を使ってダイヤを処分する機会をうかがう。
しかし、この計画を事前に察知していた男がいた。悪徳私立探偵の黒木だ。黒木はダイヤモンドに保険をかけていた保険会社の代理人ポールから情報を入手し、ダイヤモンド奪還の報酬として7000万円を要求した。一方、ガレージに隠れていた小柴の容態が悪化し、手代木とジローは医者を探しに出かける。それを見た小柴は金を独り占めしようとし、残った子分の跡部を殴り倒し、そのダイヤを故買屋の崔の待つ球場裏へ持ち込んだ。しかし、やって来たのは子分の楊で、ふとしたもつれで楊を射殺してしまう。それを察知した黒木は現場に駆けつけ、小柴と5000万円で取引しようとしたが、小柴は黒木に銃を突き付け、理恵とともにガレージに連行した。そこに秋津医師と娘の津奈子が監禁されていた。小柴の手術は成功したが、余病の破傷風を発症した。それを見た理恵は小柴に見切りをつけ、黒木と結託して宇津木に居場所を知らせた。ガレージに近づく宇津木一味と小柴一味の間で激しい銃撃戦が始まる。しかし、状況からダイヤは自分のものにはならないと判断した黒木は警察に通報し、一味は全滅する。黒木は次の獲物を目指して再び歩き始めた。

## スタッフ
以下のスタッフ名は特に記載のない限り東宝に従った。
- 監督：福田純
- 脚本：小川英、間藤守之
- 製作：田中友幸、三輪礼二
- 撮影：宇野晋作
- 美術：竹中和雄
- 音楽：沢田駿吾
- 録音：鴛海晄次
- 照明：小西康夫
- 編集：庵原周一[2]
- スチル：池上恭介

## キャスト
以下の役名と出演者名は特に記載のない限り東宝に従った。
- 黒木：宝田明
- 小柴：佐藤允
- 児玉：夏木陽介
- 跡部：藤木悠
- 手代木：砂塚秀夫
- ジロー：石立鉄男
- 利恵：水野久美
- 秋津：志村喬
- 津奈子：中川ゆき
- 浅子：中北千枝子
- 宇津木：田崎潤
- 野々沢：伊藤久哉
- 福村：福山博寿
- 崔：遠藤辰雄
- 沼田：内田朝雄
- ルファース：チコ・ローランド[2]
- ポール：オスマン・ユセフ[2]
- 楊：牧野児朗[3]
- 木崎：高桐真
- 藤尾純
- 梶川武利
- 若月輝夫
- 山本一郎
- 浜崎満
- 千村克子
- 森金太
- 尾小山安治
- 藤井重俊
- 大中英二
- 水木達夫
- 那覇美紀

## 同時上映
『裸の重役』 (監督：千葉泰樹、主演：森繁久彌)